# Storm Prediction Center
Das Storm Prediction Center (deutsch Sturmvorhersagezentrum) der Vereinigten Staaten in Norman (Oklahoma) gehört zu den National Centers for Environmental Prediction. Es unterliegt der Kontrolle des National Weather Service, einer Abteilung der National Oceanic and Atmospheric Administration des amerikanischen Handelsministeriums. Bis zum Oktober 1995 war das Storm Prediction Center in Kansas City (Missouri) unter dem Namen National Severe Storms Forecast Center ansässig.
Das Storm Prediction Center ist verantwortlich für die Erkennung, Beschreibung und Bewertung von Risiken, die von konvektiven Stürmen ausgehen. Zu diesen Risiken zählen vor allem Tornados, Hagelkörner mit mehr als 2 cm Durchmesser und Winde mit Geschwindigkeiten von mindestens 93 km/h. Ebenfalls zu den Aufgaben des Storm Prediction Centers gehört die Warnung vor brandgefährdeten Gebieten oder starken Schneefällen. Die Aufgaben werden im Wesentlichen durch convective outlooks, severe thunderstorm watches und tornado watches, weather watches sowie mesoscale discussions verfolgt. In einem dreistufigen Verfahren werden das Gebiet, die Zeitspanne und die Details einer Wetterwarnung immer weiter konkretisiert und dabei die Aufmerksamkeit erhöht.

## Convective outlooks

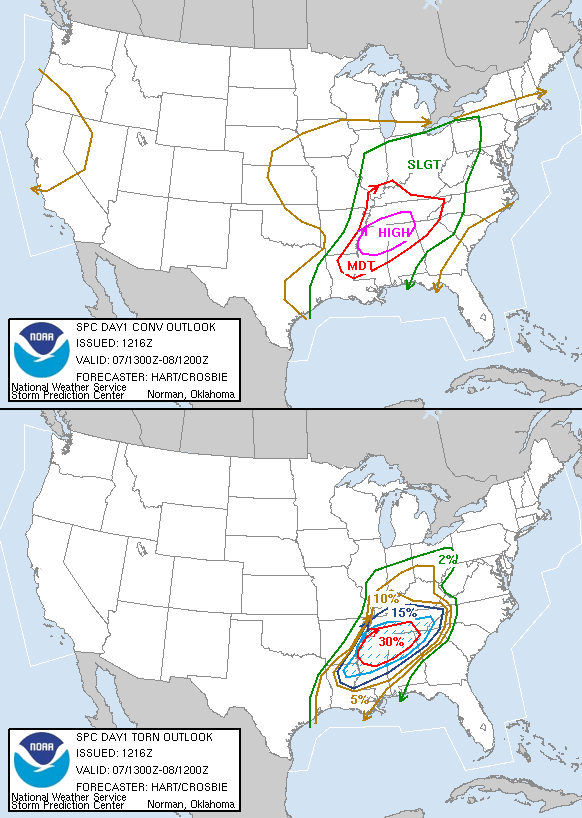
Convective Outlook und Karten mit Eintrittswahrscheinlichkeiten für den Folgetag herausgegeben zur Zeit einer Häufung von Tornados am 7. April 2006. Die obere Karte zeigt generelle Gefahren einschließlich Hagel, Stürme und Tornados. Die untere Karte informiert über das prozentuale Risiko einer Tornadoentstehung im Umkreis von 40 km. Für den schraffierten Bereich besteht ein Risiko von mindestens 10 % für einen Tornado der Stärke F2 oder höher im 40 km Umkreis.

Das Storm Prediction Center erstellt Prognosen für die allgemeine Bedrohung durch konektive Stürme im Gebiet der Vereinigten Staaten für die nächsten 6-73 Stunden und teilt die Risiken in drei Kategorien ein. Es gibt eine getrennte Vorhersage für jeden der kommenden Tage, die bis zu fünf Mal täglich aktualisiert wird.

### Kategorien
Die Kategorien sind gewöhnliche Unwetter (nur mit kurzer Beschreibung), "SEE TEXT" (Ein Gebiet auf der Karte vereinzelten Unwettern oder Unwetter-ähnlichen Bedingungen), "SLGT" (geringe Gefahren), "MDT" (mäßige Gefahren), and "HIGH" (große Gefahren).
Gefährdete Gebiete (in schraffierter Darstellung auf der Karte) weisen auf eine Bedrohung im größeren Ausmaß hin. Darunter fallen Tornados ab der Stärke F2, Hagelkörner mit einem Durchmesser von mindestens 5 cm oder Stürme mit Geschwindigkeit von mehr als 120 km/h. Öffentliche Unwetterwarnungen werden herausgegeben, wenn mit starken oder weit verbreiteten Unwettern gerechnet wird, vor allem im Fall von Tornados.
Ein Tag mit geringen Gefahren (SLGT) weist auf vereinzelte Gefahren starker Winde, schweren Hagels oder lokaler Tornados hin. Während der Unwetter-Saison bestehen an den meisten Tagen geringe Gefahren für einzelne Gebiete der USA.
Tage mit mäßigen Gefahren (MDT) warnen vor weiter verbreiteten und gefährlicheren Unwettern. Dazu können zahlreiche Tornados mit höheren Windgeschwindigkeiten, weiter verbreitete Gebiete mit starken Winden oder Hagelschauen mit sehr großen Hagelkörnern gehören. An einigen Tagen mit mäßigen Gefahren kommt es zu starken Tornados oder Derechos. Solche Warnungen sind nicht ungewöhnlich und werden in der Hauptsaison mehrmals pro Monat herausgegeben.
Ein Tag mit großen Gefahren (HIGH) birgt eine erhebliche Wahrscheinlichkeit für das Auftreten eines großen Tornados oder eines außergewöhnlichen Derechos. An solchen Tagen besteht die Gefahr extremer Unwetter mit lebensgefährlichen Auswirkungen durch weit verbreitete starke oder sehr starke Tornados und/oder andere zerstörerische Winde. Hagel alleine kann die höchste Warnstufe nicht auslösen. Viele der Tage mit den größten Zerstörungen waren solche mit vorausgesagten großen Gefahren. Diese gibt es üblicherweise nur ein paar Mal jedes Jahr.
Es ist zu beachten, dass es sich bei den Kategorien lediglich um Vorhersagen handelt, die nicht immer zutreffen. So kam es in der Vergangenheit zu stärkeren Tornados an Tagen mit geringen Gefahren und ausgebliebene große Gefahren sind nicht ungewöhnlich.

### Die Vorhersagen
Die Vorhersage für einen Tag wird fünf Mal täglich aktualisiert. Um 06:00 UTC erfolgt die erste Vorhersage für die Zeit von 12:00 UTC des aktuellen Tages bis 12:00 UTC des Folgetages. Aktualisierungen erfolgen um 13:00 UTC, 16:30 UTC, 20:00 UTC und 01:00 UTC und betreffen jeweils den verbleibenden Zeitraum bis 12:00 UTC. Die Vorhersage besteht aus einem Text, einer Karte mit Kategorien und Eintrittswahrscheinlichkeiten und einem Diagram der Wahrscheinlichkeiten. Die Ein-Tages-Vorhersage liefert als einzige
konkrete Wahrscheinlichkeiten für Tornados, Hagel und starke Winde. Sie ist von allen Vorhersagen diejenige mit den detailliertesten Prognosen und der höchsten Genauigkeit.
Die Vorhersage für zwei Tage wird täglich um 08:00 UTC und 17:30 UTC herausgegeben und gilt jeweils für 24 Stunden ab 12:00 UTC des Folgetages. Sie enthält nur eine grundsätzliche Abschätzung mit einem Text und einem Diagram der allgemeinen Wahrscheinlichkeit von Unwettern. Es ist sehr ungewöhnlich, dass eine Zwei-Tages-Vorhersage bereits vor mäßigen Gefahren warnt. Eine Warnung vor großen Gefahren gab es bisher nur am 7. April 2006.
Die Vorhersage für drei Tage umfasst die gleichen Ausgaben wie die Zwei-Tages-Vorhersage. Da genaue Prognosen mit längerem Zeitraum immer schwieriger werden, sind Warnungen höherer Kategorien drei Tage im Voraus selten. Vor mäßigen Gefahren wurde in einer Drei-Tages-Vorhersage erst fünf Mal gewarnt (10. Juni 2005, 2. Januar 2006, 24. April 2007, 6. Juni 2007 und 7. Juli 2007). Bisher gab es keine Warnung vor großen Gefahren.
Die Vorhersagen für vier bis acht Tage bestehen vor allem aus Texten und können sich binnen Tagesfrist komplett verändern, da eine genaue Prognose über einen so langen Zeitraum heute nicht zuverlässig möglich ist. Karten zeigen nur Gebiete mit einem Risiko von mindestens 30 % und kommen aufgrund der Prognoseschwierigkeiten nur sehr selten zum Einsatz. Die längerfristigen Vorhersagen befanden sich bis zum 22. März 2007 im Versuchsstadium. Seitdem gehören sie zu den offiziellen Vorhersagen.
Örtliche Wetterdienste des National Weather Service, Radio- und Fernsehstationen sowie Notfallplaner nutzen die Vorhersagen oft zur Beurteilung der Gefahren für ihre Region.
Die nachfolgende Tabelle zeigt die ausgegebenen Warnungen in Abhängigkeit von Art des Unwetters bzw. Dauer bis zum Eintreten sowie der Eintrittswahrscheinlichkeit im Umkreis von 40 km. (H = schraffierter Bereich; Die Wahrscheinlichkeiten 2 % und 10 % werden nur für Tornados verwendet.)
|          | Tornado  | Wind     | Hagel    | Tag 2/3   |
| 2 %      | SEE TEXT |          |          |           |
| 5 %      | SLGT     | SEE TEXT | SEE TEXT | SEE TEXT¹ |
| 10 %     | SLGT     |          |          |           |
| 15 %     | MDT      | SLGT     | SLGT     | SLGT      |
| 30 %     | HIGH     | SLGT     | SLGT     | SLGT      |
| 45 %     | HIGH     | MDT      | SLGT     | SLGT      |
| 45 % (H) | HIGH     | MDT      | MDT      | MDT       |
| 60 %     | HIGH     | MDT      | MDT      | MDT²      |
| 60 % (H) | HIGH     | HIGH     | MDT      | HIGH²     |

¹Warnung kann das Niveau SLGT haben, wenn nur das Risiko für Tornados besteht (dies ist meist die Folge eines Tropischen Wirbelsturms).

²Warnung wird nicht für Tag 3 herausgegeben.